# Rio Maior (freguesia)
Rio Maior is een plaats (freguesia) in de Portugese gemeente Rio Maior en telt 11.532 inwoners (2001).